# محمود سلمان

محمود سلمان الجنابي عقيد في الجيش العراقي من مواليد الموصل 1-7-1898م .

## خدماته العسكرية
محمود سلمان الجنابي بدأ حياته العملية عام 1916 ضابطا برتبة ملازم وبمنصب آمر سرية في الجيش العثماني، ثم التحق بالجيش العربي، و عاد إلى العراق بعد معركة ميسلون في ظل أوضاع قيض لها أن تلعب فيما بعد دورا حساسا وحاسما في تكوين تفكيره الشخصي والعسكري وتحديد مسار حياته حتى النهاية. لقد كانت الخبرة التي اكتسبها إضافة إلى مزاياه العملية ذات أثر في تقدمه داخل الجيش العراقي عند انضمامه إلى صفوفه عام 1934، وكذلك تأهيله وإعداده لإشغال أعلى المراكز العسكرية وأكثرها أهمية وحساسية ،واجتيازه مختلف الدورات العملية والنظرية بنجاح.

## ثورة مايس عام 1941
توطدت الصلة بين العقيد محمود سلمان وصلاح الدين الصباغ وفهمي سعيد وكامل شبيب وضباط آخرين في بداية ثورة مايس التحررية عام 1941، فقد قاسوا القهر والاضطهاد على يد الإنجليز فانتقلوا من معتقل إلى اخر ثم انتهوا إلى العراق.
في عام 1930 عين محمود سلمان مساعدا لأمر المدرسة العسكرية ثم مدرسة الفروسية وغدا أستاذا للملك غازي الأول الذي تعلق به فكان يخاطبه بلقب "سيدي" وذات يوم اتصل به الملك فيصل الأول ليكون مرافقا له، وهو مركز هام كان الكثيرون من الضباط يتطلعون اليه إلا أن محمود سلمان اعتذر عن قبول عرض الملك مفضلا البقاء في سلكه العسكري.
تسلم محمود سلمان في 1937/8/31 منصب امر الحرس الملكي وعهد إلى زملائه مناصب حساسة في الجيش استطاعوا بذلك ان يسيروا السياسة العراقية حتى انتهى الامر بحكم تطور الظروف المحلية والعربية إلى تحكمهم فيها حتى وجدوا انفسهم امام متطلبات السياسة البريطانية في بداية الحرب العالمية الثانية ومناورات أعوان بريطانيا أمثال: نوري السعيد والوصي عبد الاله حيث وضع العراق في خدمة المجهود الحربي البريطاني دون أخذ مصالح البلد ومستقبل العرب بنظر الاعتبار ما اسفر عن انفجار ثورة مايس 1941.
وكانت تطلعات الضباط الشباب أمثال: محمود سلمان وصلاح الدين الصباغ وغيرهما تتلخص في ضمان الاستقلال الحقيقي للعراق ودفعه في طريق التقدم للحاق بالدول الأخرى المتقدمة مثل: تركيا وإيران، وتخليص فلسطين المهددة بالضياع، والسعي لتحقيق الوحدة العربية وإعادة بناء دولة العرب الكبرى.
أدى مقتل الملك غازي الأول إلى تقوية مركز العقداء الأربعة داخل الجيش، ولم تكن هيمنة العقداء الأربعة على الجيش بالأمر الميسور.
في 1936/4/22 عين محمود سلمان امرا للحرس وهو لايزال برتبة رائد، وبعد مضي فترة قصيرة نقل إلى مركز معاون الكتيبة الثالثة.
في 1939 تعيين محمود سلمان قائدا للقوة الجوية لإعادة الضبط إليها، إلا أنه رفض ذلك في البداية لإصراره على تعلم الطيران قائلا: "كيف أستطيع السيطرة على القوة الجوية وأنا لا أعرف الطيران؟"
عندما فشل انقلاب عام 1941 وحكومة الدفاع الوطني التي شكلها رشيد عالي الكيلاني إثر سقوط بغداد على يد الإنجليز ولجوء أعضاء الحكومة إلى إيران ثم القبض عليهم من قبل الإنجليز ونقلوا إلى بغداد مخفورين مكبلي الارجل والأيدي حيث حكم بالإعدام على كل من محمود سلمان ويونس السبعاوي وفهمي سعيد وصلاح الدين الصباغ.

قال الشهيد محمود سلمان في ساعته الأخيرة: 

ووردت في مذكرات زوجة الشهيد محمود سلمان: 
صبيحة يوم إعدام الضباط الأحرار كل من العقيد الطيار محمود سلمان والعقيد فهمي سعيد والعقيد كامل شبيب حضر الوصي عبد الإله إلى أبو غريب حيث كانوا معتقلين وأمر أن يراهم قبل تنفيذ حكم الإعدام فيهم ووقف يستعرضهم واحداً وراء الأخر وهم يمرون من أمامه وقد وضع على عينيه نظارة سوداء وعندما مر العقيد الطيار محمود سلمان من أمام الوصى أدار وجهه ناحيته وبصق على الأرض ثم استمر في مشيته فغضب الأمير عبد الإله غضباً شديداً ولكنه لم ينطق بكلمة وترك المكان مسرعاً عائداً إلى بغداد وبعدها بساعات نفذ حكم الإعدام. ويذكر أن صداقة قوية وعلاقة وثيقة كانت تربط الأمير عبد الإله بالعقيد محمود سلمان، وقد تحولت هذه الصداقة إلى عداوة.